# 유효 이론
물리학에서 유효 이론(有效理論, effective theory)은 주어진 에너지 눈금 (scale) 이하에서 유효한 근사 이론이다. 양자 마당 이론에서 쓰인다. 어떤 일정한 거리 눈금 이상에서만 (또는, 어떤 일정한 에너지 이하에서만) 볼 때에는 그 크기보다 작은 현상은 고려하지 않아도 되므로 원하는 현상만 원하는 정확도 안으로 기술할 수 있다. 그러나 이 눈금을 벗어나면 유효 이론은 (재규격화할 수 있는 경우) 그릇된 예측을 하거나 (재규격화할 수 없는 경우) 수학적으로 모순된다.

## 재규격화군
현재로써 유효 이론은 짧은 거리에서 자유도를 더해 없애는 식으로 체계적으로 만든 재규격화군의 맥락에서 논의되고 있다. 이 방법이 유효 이론의 실제 구성을 이룰 만큼 충분히 탄탄하지는 않지만 재규격화군의 분석울 통해 그들의 유용성의 전체적인 이해가 확실해진다. 케네스 윌슨의 재규격화군 이론에 따르면, 낮은 에너지 눈금에서는 고에너지의 현상을 적분하여 대신 물리상수의 재규격화로 나타낼 수 있다. 따라서, 낮은 에너지에서는 자연스럽게 유효 이론이 나타난다. 이렇게 하여 얻은 유효 이론은 꼭 재규격화가 가능하지 않는데, 이는 일정한 에너지 눈금을 넘어서 더 이상 이론이 정확하지 않음을 뜻한다. 예를 들어, 엔리코 페르미의 약력을 기술하는 4페르미온 이론(Fermi four-fermion theory)은 압두스 살람과 스티븐 와인버그의 전약력 이론의 낮은 에너지 눈금에서의 유효 이론이다.
양자장론의 유효 이론은 재규격화가 가능한 연산자로만 이루어져 있다. 이러한 연산자들로 어떤 물리량을 계산하면 무한대가 나오기 때문에 재규격화를 해주어야 한다. 모든 물리량들을 크기와 관계 있는 양으로 해주면 유한한 값을 얻을 수 있고, 다른 크기에서 볼 때의 물리량과 비교할 수 있다.

## 같이 보기
- 재규격화군
- 양자장론
- 긴즈부르크-란다우 이론

## 참고 문헌
- Pich, Antonio (1998년 6월). “Effective field theory” (영어). arXiv:hep-ph/9806303. Bibcode:1998hep.ph....6303P.
- Burgess, C.P. (2007년 11월). “Introduction to effective field theory”. 《Annual Review of Nuclear and Particle Science》 (영어) 57 (1): 329–362. arXiv:hep-th/0701053. Bibcode:2007ARNPS..57..329B. doi:10.1146/annurev.nucl.56.080805.140508.
- Burgess, C.P. (1998년 9월). “An ode to effective Lagrangians” (영어). arXiv:hep-ph/9812470. Bibcode:1998hep.ph...12470B.
- Holstein, Barry R. (2001년 6월 18일). “Introduction to effective field theory”. 《Nuclear Physics A》 (영어) 689 (1–2): 135-146. arXiv:nucl-th/0010015. doi:10.1016/S0375-9474(01)00828-4. ISSN 0375-9474.
- Bilal, Adel (2008년 9월). “On gauge invariance of Wilsonian effective actions in (supersymmetric) gauge theories”. 《Annals of Physics》 (영어) 323 (9): 2311–2348. arXiv:0705.0362. Bibcode:2008AnPhy.323.2311B. doi:10.1016/j.aop.2008.01.002. ISSN 0003-4916.
- Rothstein, Ira Z. (2002). “TASI lectures on effective field theories” (영어). arXiv:hep-ph/0308266. Bibcode:2003hep.ph....8266R.
- Weinberg, Steven (2009). “Effective field theory, past and future” (영어). arXiv:0908.1964. Bibcode:2009chdy.confE...1W.
- Polchinski, Joseph (1992). “Effective field theory and the Fermi surface” (영어). arXiv:hep-th/9210046. Bibcode:1992hep.th...10046P.
- Hartmann, Stephen (2001년 6월). “Effective field theories, reduction and scientific explanation”. 《Studies in History and Philosophy of Modern Physics B: Studies in History and Philosophy of Modern Physics》 (영어) 32 (2): 267–304. doi:10.1016/S1355-2198(01)00005-3. ISSN 1355-2198.